# Баршев, Николай Валерианович
Баршев Николай Валерианович (8.10.1888 г. Санкт-Петербург — 30.03.1938 г. Хабаровск) — русский советский поэт, писатель

, драматург, инженер-экономист.

## Биография
Родился в старинной дворянской семье. Его дед по отцовской линии Я. И. Баршев — один из первых российских учёных-юристов. Отец — полковник, мать — балерина Мариинского театра. В 1909 году поступил на экономическое отделение Санкт-Петербургского политехнического института, окончил его в 1915 году. На это же время приходится первая публикация Николая Баршева как поэта — в журнале «Пробуждение» № 23 — лирическое стихотворение «Я ревную тебя…». По окончании вуза поступил на службу в министерство путей сообщения, работал ревизором в Воронежском и Белгородском округах. С 1922 года в Петрограде на Октябрьской железной дороге. Соавтор книги «Техническая и коммерческая эксплуатация железных дорог» (1926 г.). На непродолжительное время входил в объединение «Кольцо поэтов имени К. М. Фофанова», затем стал одним из организаторов литературного кружка «Стожары». В 1923 году в альманахе «Стожары» опубликовал большую подборку своих стихов, получившую высокую оценку современников. В 20-х годах — член литературной группы «Содружество» (наряду с Борисом Лавренёвым, Всеволодом Рождественским, Николаем Брауном и другими). В 1920—1930 годах Николай Баршев выпустил пять сборников прозы, написал пьесы «Человек в лукошке», «Кончина мира», «Большие пузырьки». Пьесы шли с большим успехом во многих театрах страны. Но именно пьеса «Большие пузырьки» более чем через десять лет после написания и постановки в Ленинградском театре «Пролетарский актёр» — в 1937 году была признана НКВД контрреволюционной. К моменту ареста Николай Валерианович Баршев работал над историей завода «Красный выборжец» и над повестью о Кулибине. Арестован 11.01.1937 года по обвинению в «антисоветской агитации и пропаганде, организационной деятельности, направленной на совершение контрреволюционного акта». Приговорён (ОС ЛОС, 7.05.1937, ст. 58-10,11) к 7 годам. Этапирован в Севвостлаг. Погиб 30.03.1938 г. в Хабаровске.
Полностью реабилитирован в 1957 году.